# 幻燈
『幻燈』 （げんとう）は、北冬書房の発行する、不定期の漫画・評論雑誌。
北冬書房はそれ以前に雑誌『夜行（やぎょう）』を刊行していたが、20号で終了、そのコンセプトを継承する雑誌として刊行された。ユニークな内容を特徴とする。
現在16号まで発刊されている（2021年7月）。

## 主な執筆陣
- 安部慎一
- 菅野修
- つげ忠男
- つげ義春
- 山田勇男
- 藤宮史
- 天野天街
- 原マスミ
- 鈴木翁二
- 梶井純
- 西野空男
- 川勝徳重
- うらたじゅん
- おんちみどり
- 海老原健悟
- 角南誠
- 甲野酉
- 木下竜一
- 永井サク
- 斎藤種魚
- 山羊タダシ
- ネズ実

## バックナンバー
- 幻燈〈01〉1998/02 ISBN 978-4892891038
- 幻燈〈02〉2000/02 ISBN 978-4892891083
- 幻燈〈03〉2001/05 ISBN 978-4892891113
- 幻燈〈04〉2002/ ISBN 978-4892891137
- 幻燈〈05〉2004/05 ISBN 978-4892891168
- 幻燈〈06〉2005/11 ISBN 978-4892891212
- 幻燈〈07〉2007/02 ISBN 978-4892891236
- 幻燈〈08〉2008/09 ISBN 978-4892891267
- 幻燈〈09〉2009/02 ISBN 978-4892891311
- 幻燈〈10〉2009/11 ISBN 978-4892891335
- 幻燈〈11〉2010/12 ISBN 978-4892891359
- 幻燈〈12〉2011/11 ISBN 978-4892891373
- 幻燈〈13〉2013/07 ISBN 978-4892891380
- 幻燈〈14〉2017/ ISBN 978-4892891458
- 幻燈〈15〉2019/07 ISBN 978-4892891472
- 幻燈〈16〉2020/11 ISBN 978-4892891496